# Opel
Opel Automobile GmbH, зазвичай скорочено до Opel — німецький виробник автомобілів. Компанія була заснована 21 січня 1862 року, розпочала випуск автомобілів в 1899 році. З 1929 по 2017 рік Opel належав американському концерну General Motors. З 2021 року належить транснаціональній корпорації Stellantis.

## Історія

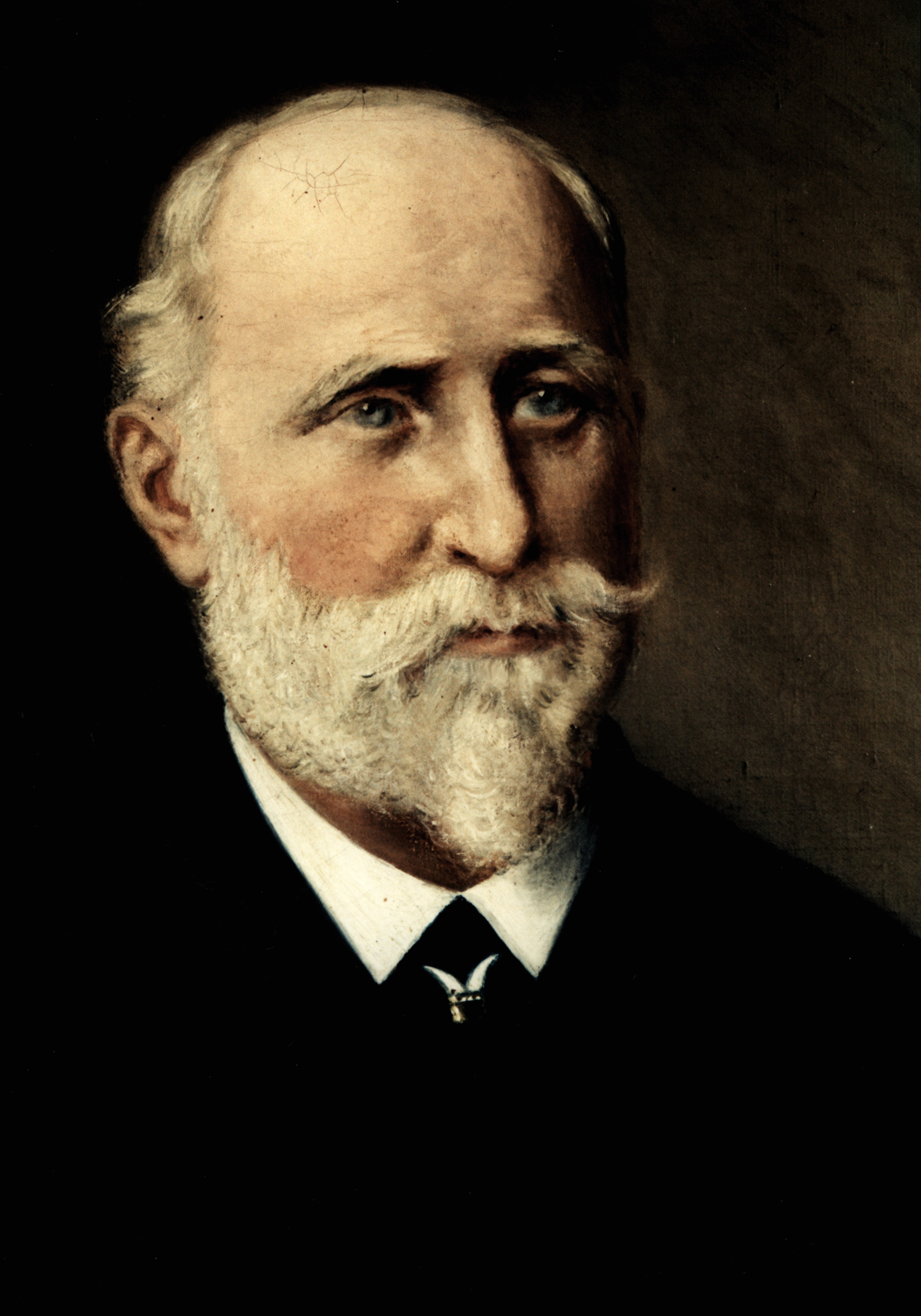
Засновник компанії Адам Опель

- 1862 — 21 січня Адам Опель відкрив в Рюссельсхаймі фабрику з виробництва швейних машин.
- 1885 — розпочалось виробництво велосипедів.
- 1895 — помер засновник компанії Адам Опель.
- 1898 — куплені права на виробництво автомобіля у Lutzmann.
- 1899 — почалось виробництво автомобілів під маркою «Opel-Lutzmann».
- 1900 — партнерство Lutzmann розірвано. Син Адама Опеля підписав ліцензійну угоду з Automobiles Darracq S.A. (Франція) з метою виробництва автомобілів під маркою «Opel-Darracq». Цей автомобіль мав оригінальний корпус Opel, оснащений шасі та двоциліндровим двигуном Darracq.
- 1902 — на Hamburg Motor Show було презентовано автомобіль «10/12PS» власної розробки Opel.
- 1905 — Opel переходить на виробництво автомобілів вищого класу та розроблює модель «35/40PS».
- 1906 — розпочалось виробництво автомобіля «35/40PS».
- 1907 — зупинено виробництво «Opel-Darracq».
- 1911 — на фабриці виникла пожежа, в результаті якої фабрика була фактично знищена. Нова фабрика була побудована для виробництва тільки транспортних засобів. Таким чином, виробництво швейних машин було зупинено і Opel став випускати тільки автомобілі, велосипеди та мотоцикли.
- 1913 — Opel стає найбільшим виробником автомобілів в Німеччині.
- 1929 — в березні General Motors викупила 80-% частку в компанії Adam Opel
- 1931 — General Motors розширила свою долю в компанії Adam Opel до 100 %. Сім'я Опель отримала за ці дві угоди в сумі $33,3 млн.

## Модельний ряд на 2025 рік

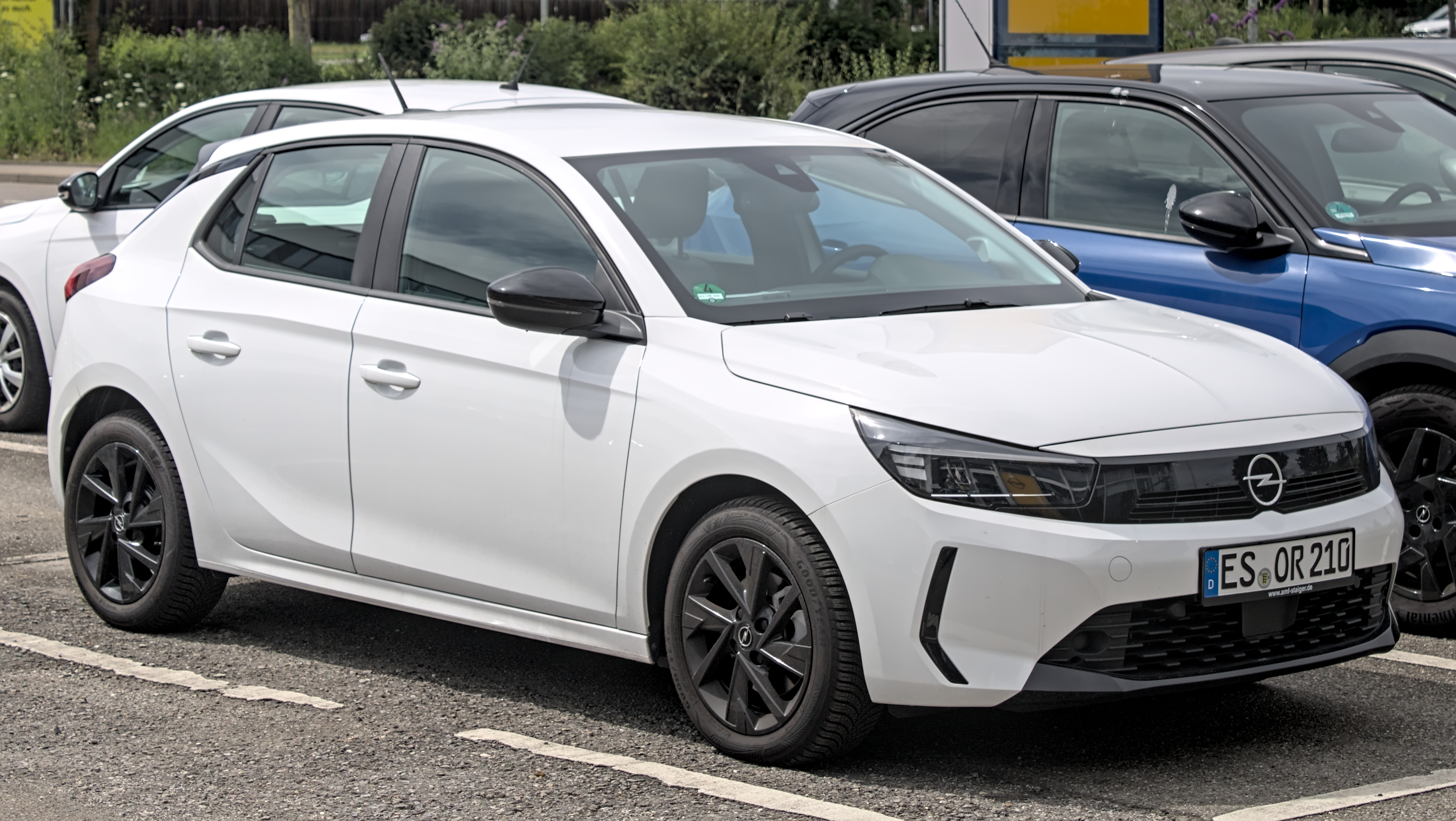
Corsa
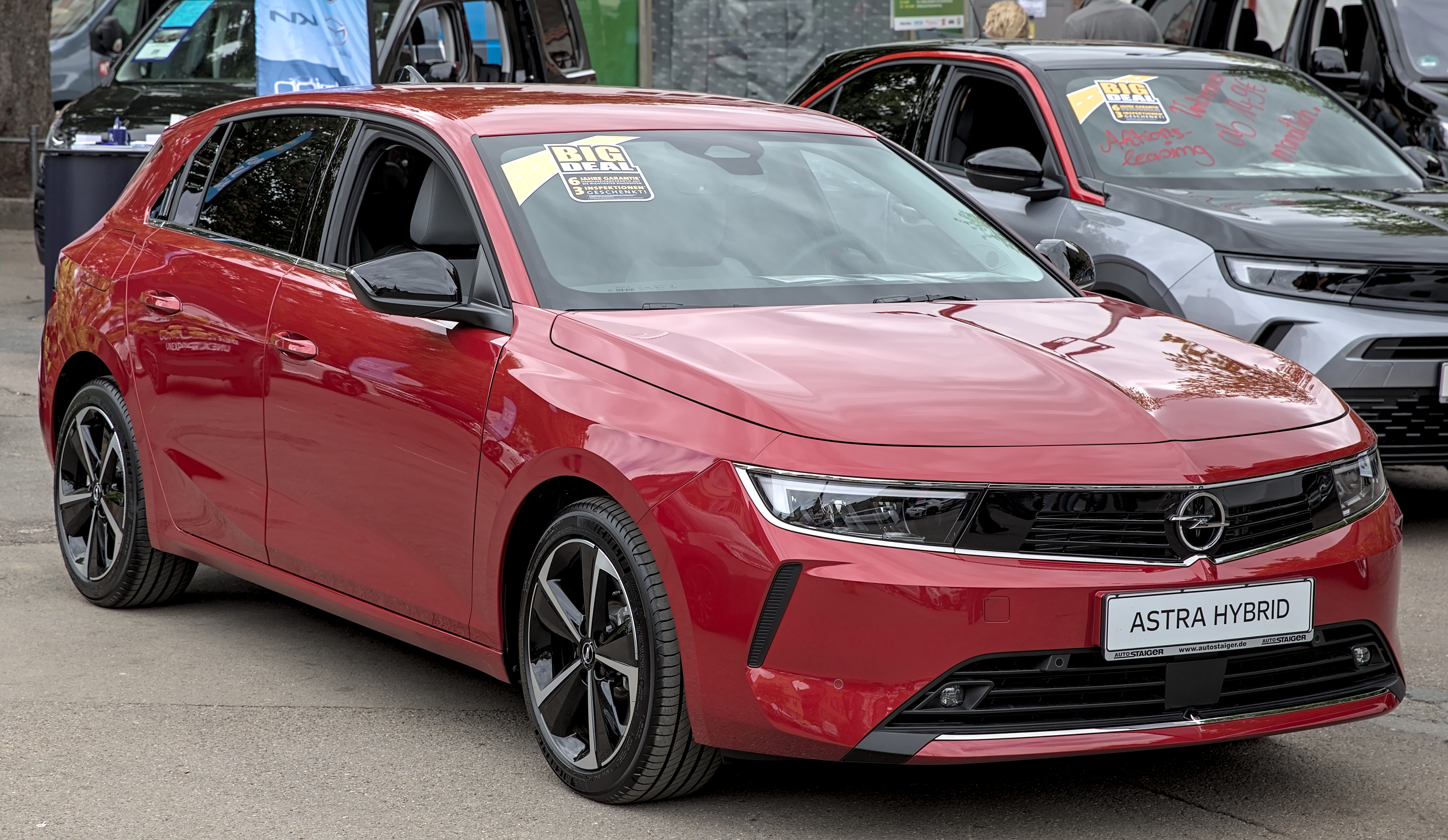
Astra
- Frontera
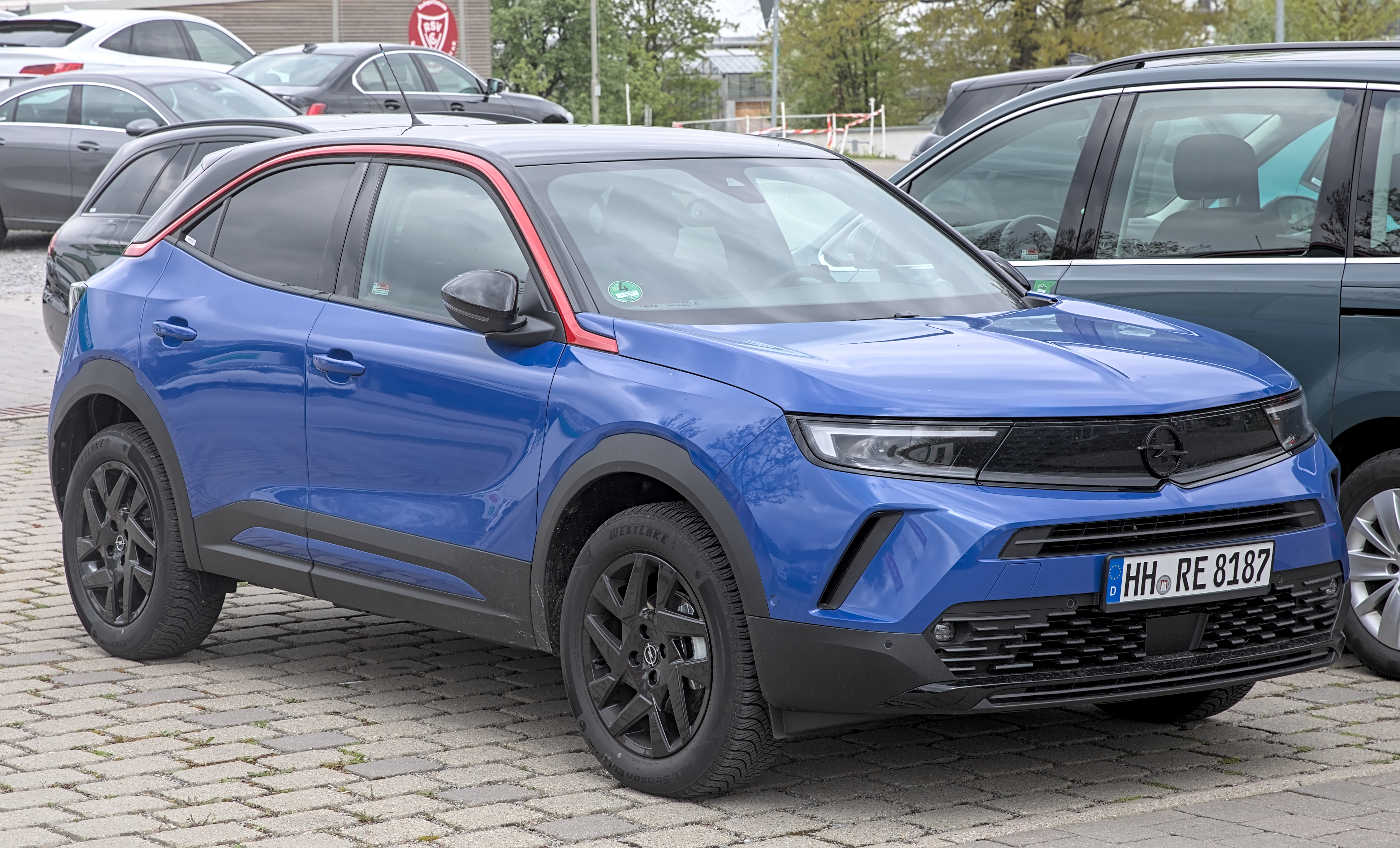
Mokka
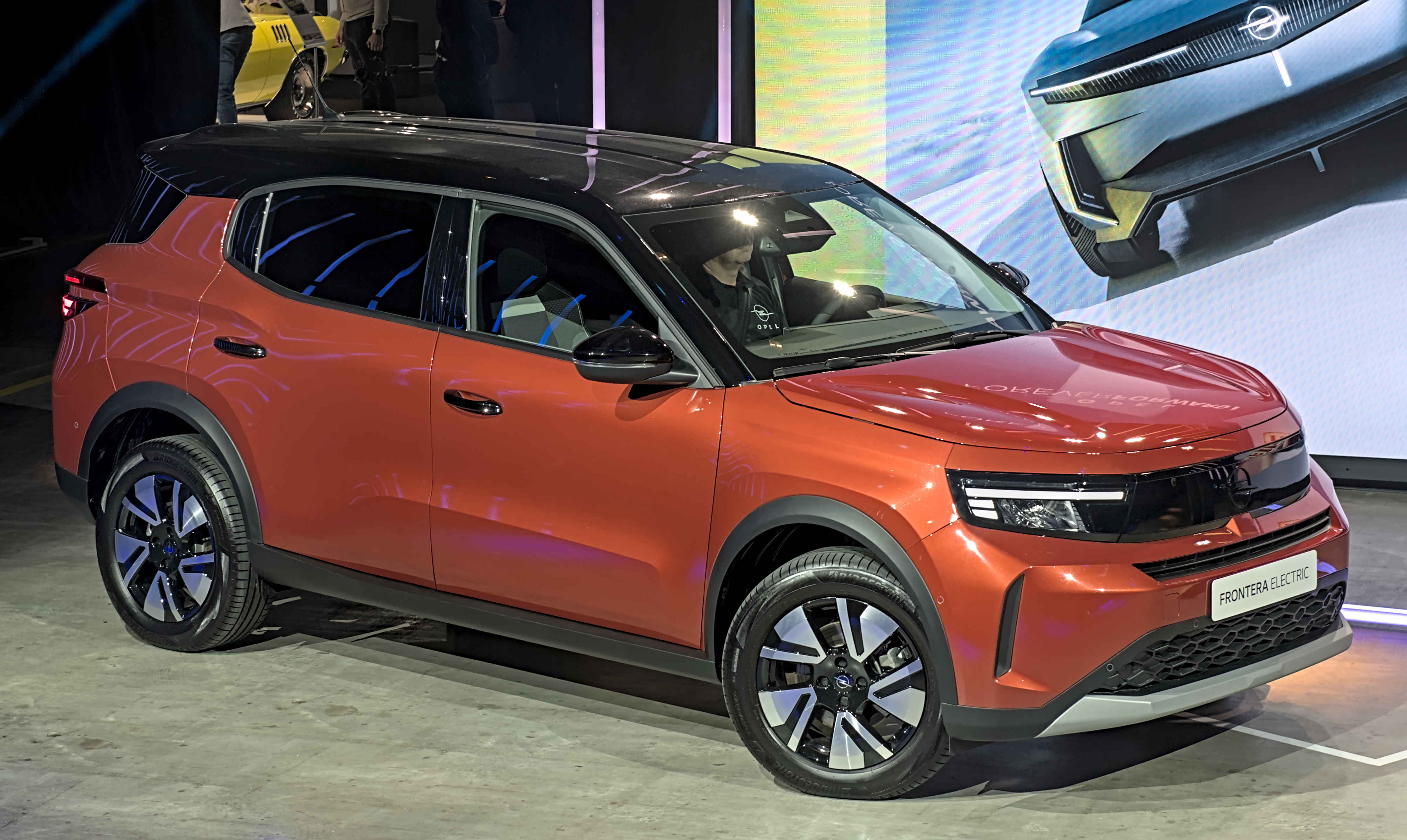
Frontera
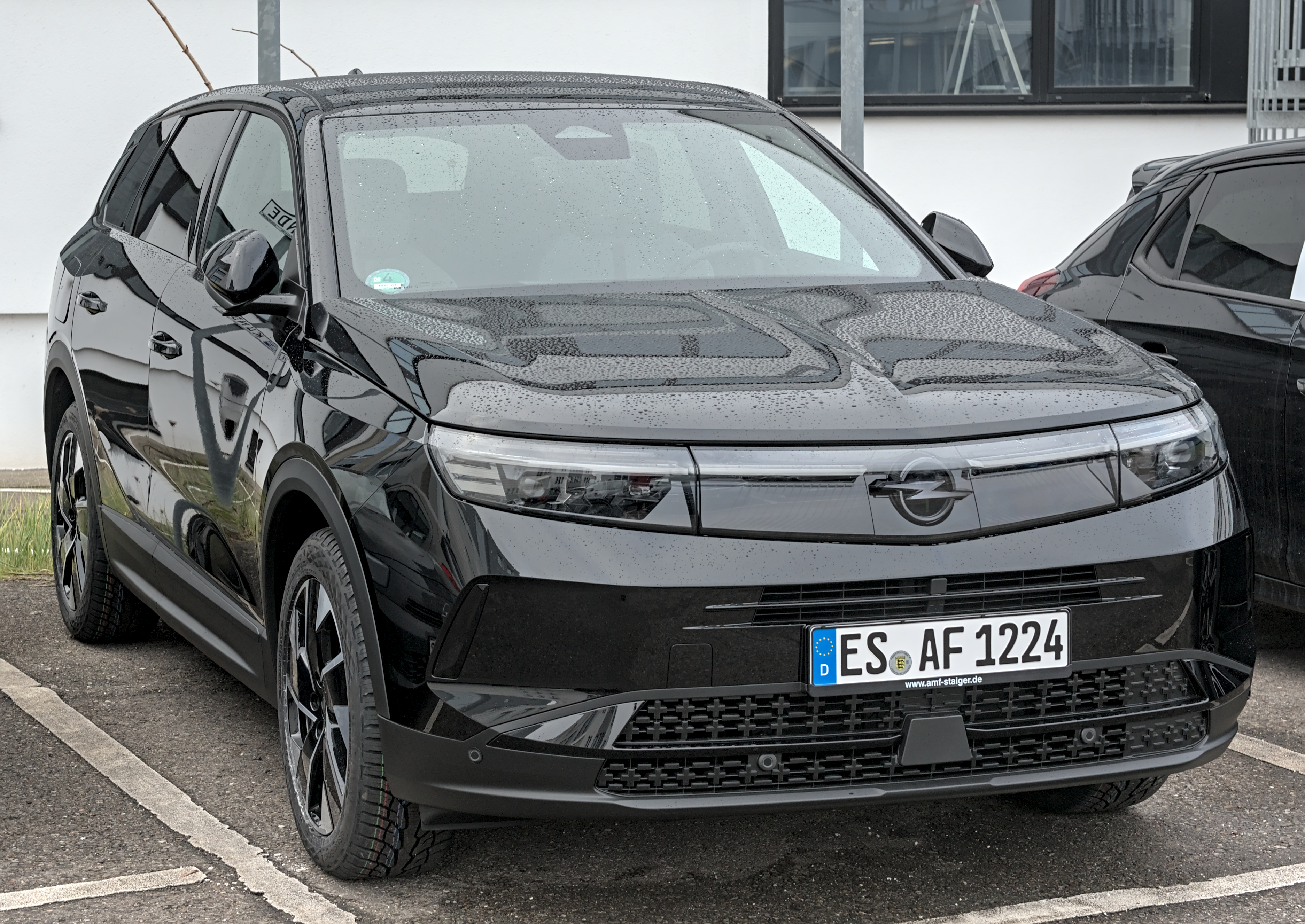
Grandland
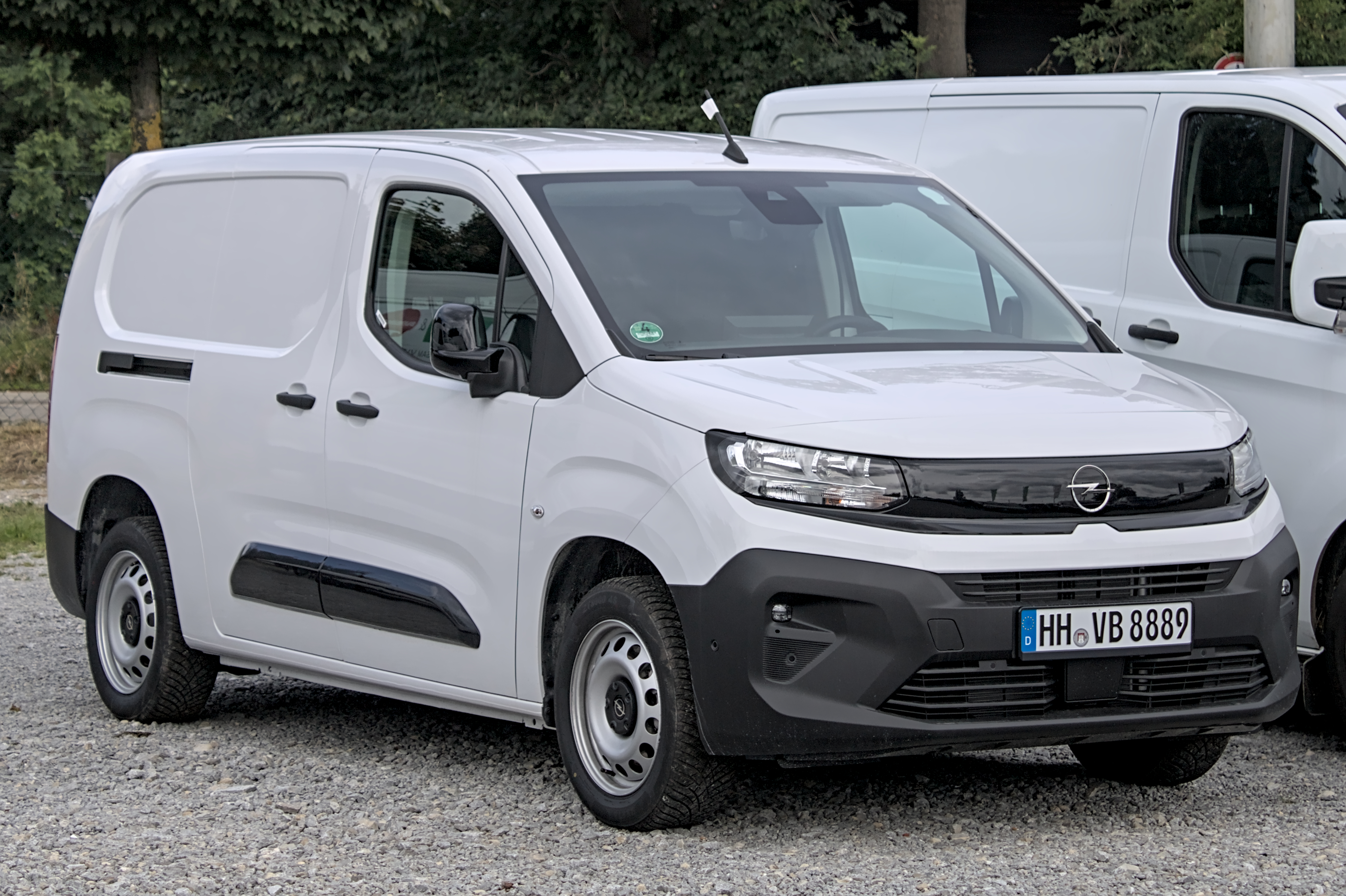
Combo
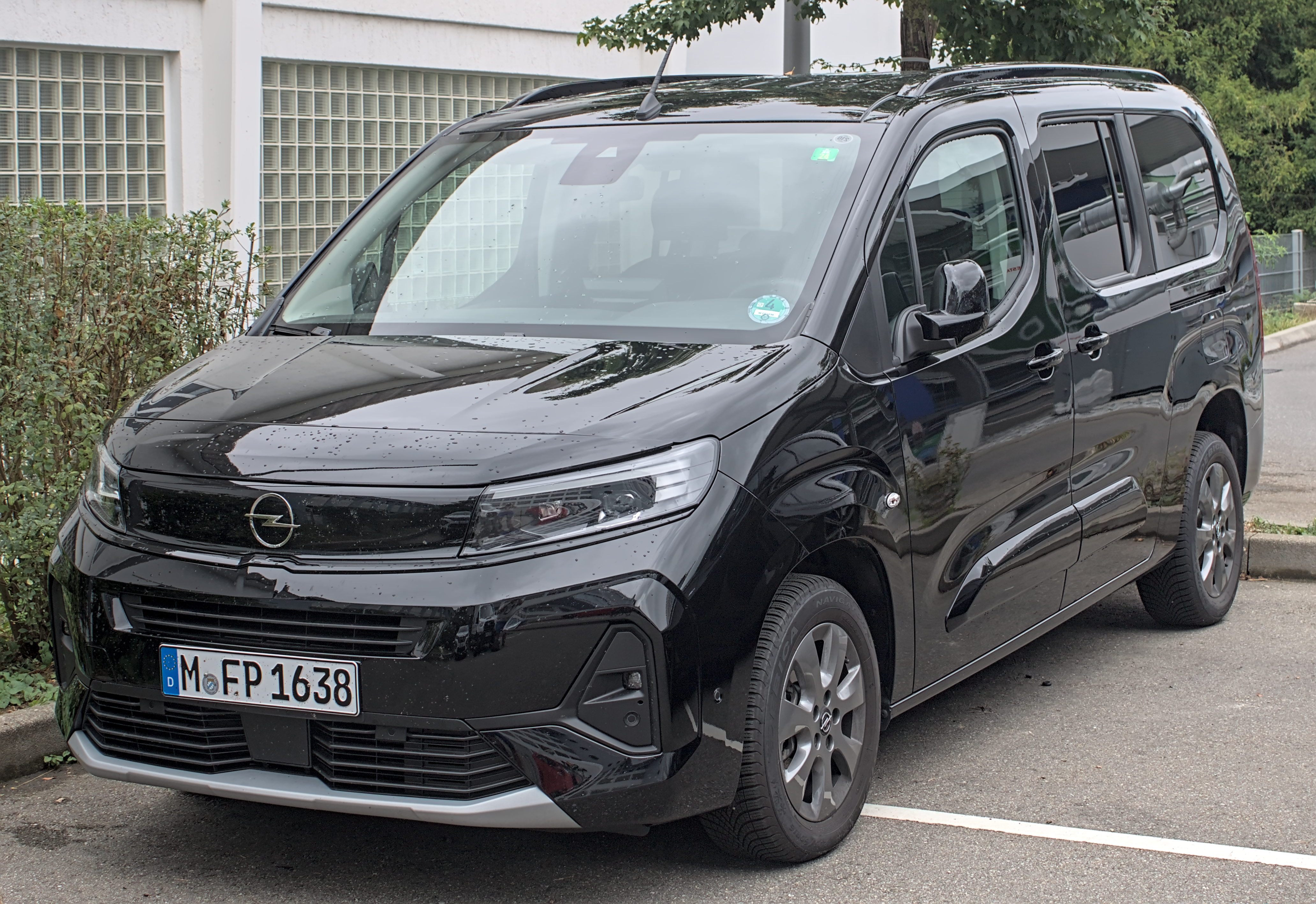
Zafira Life
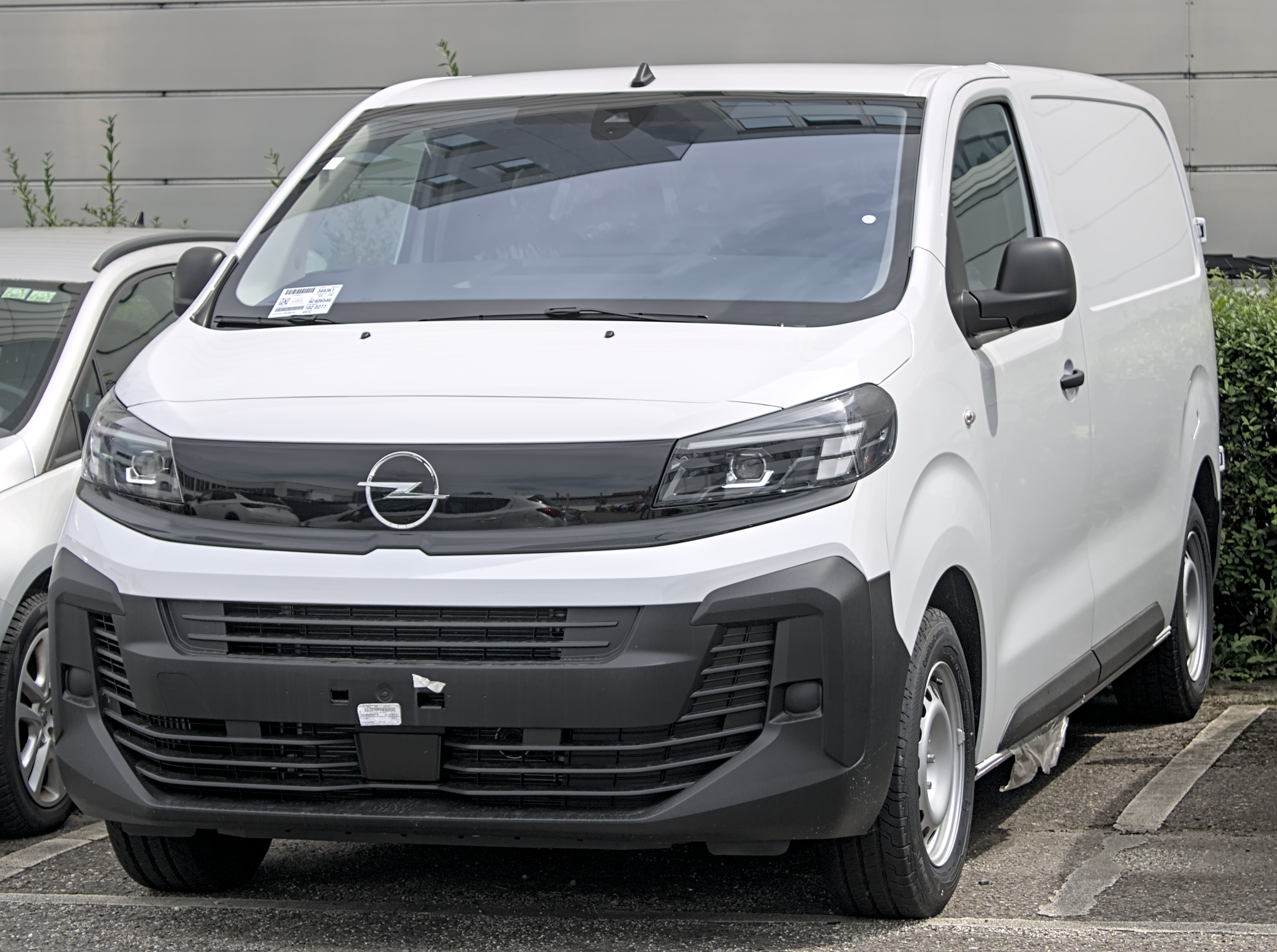
Vivaro
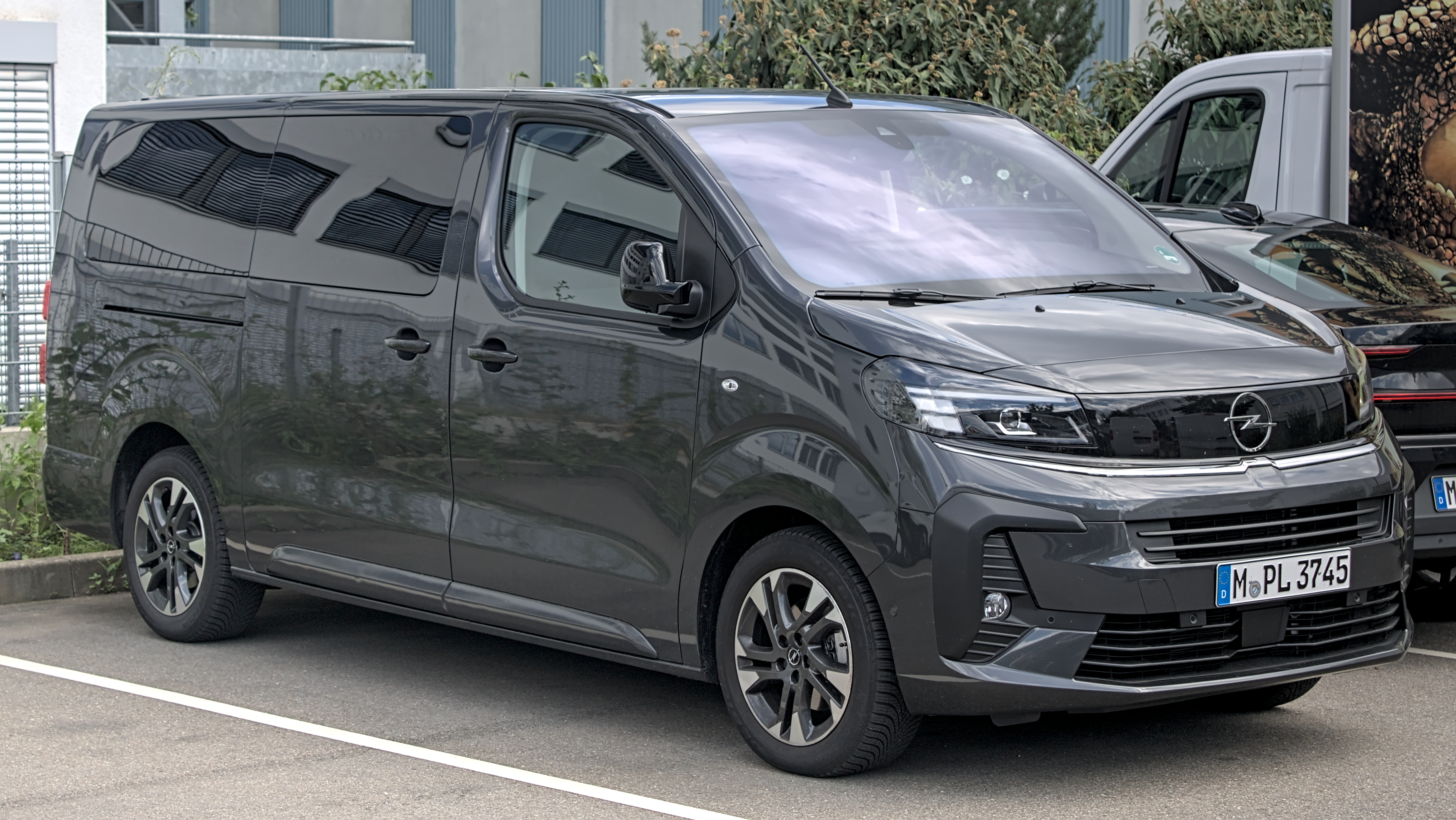
Zafira Life
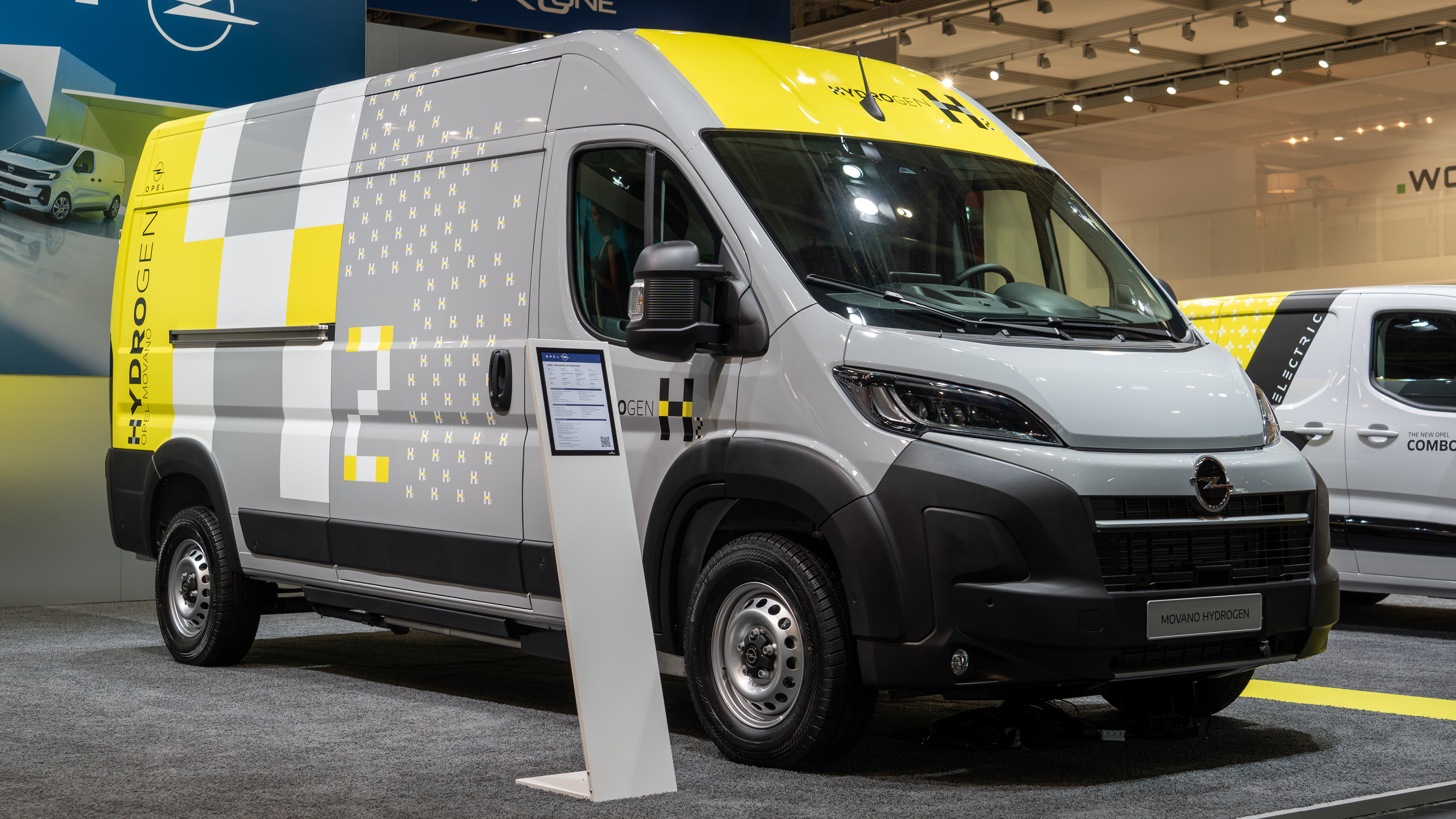
Movano
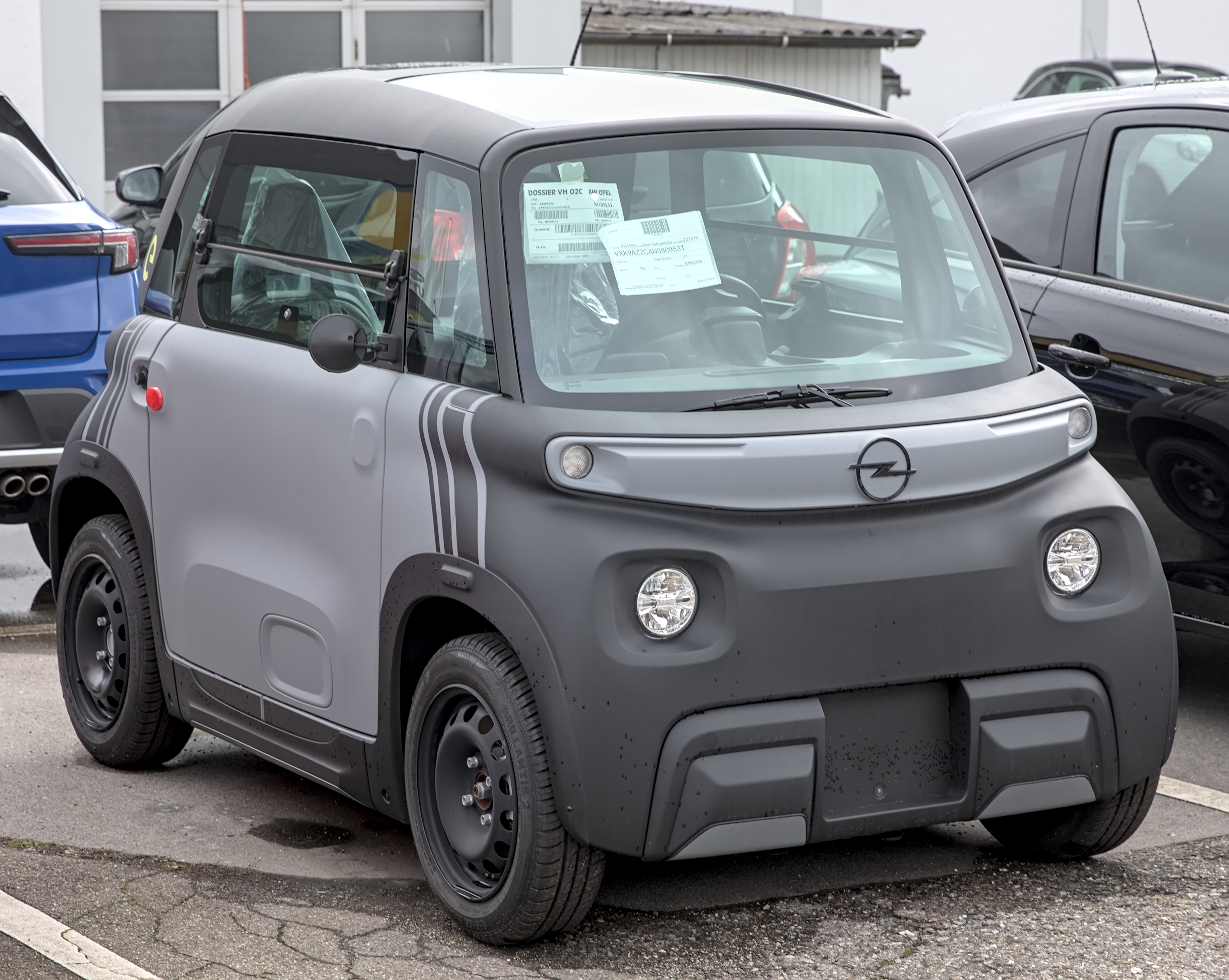
Rocks Electric  - Corsa
  - Astra
  - Mokka
  - Frontera
  - Grandland
  - Combo
  - Combo Life
  - Vivaro
  - Zafira Life
  - Movano
  - Rocks Electric

## Галерея

### Велосипеди

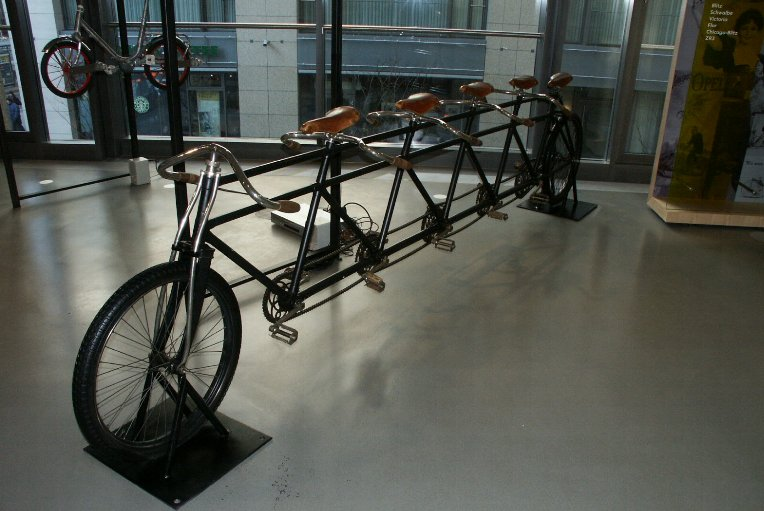
Fahrrad von Opel (1895)
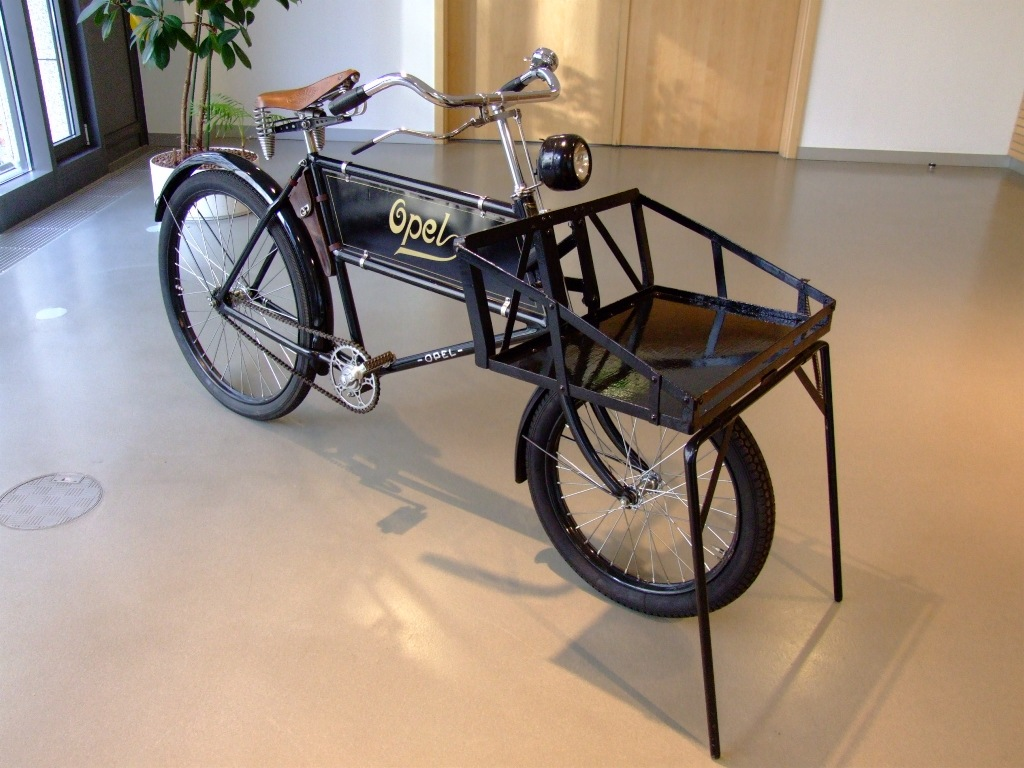
Fahrrad von Opel
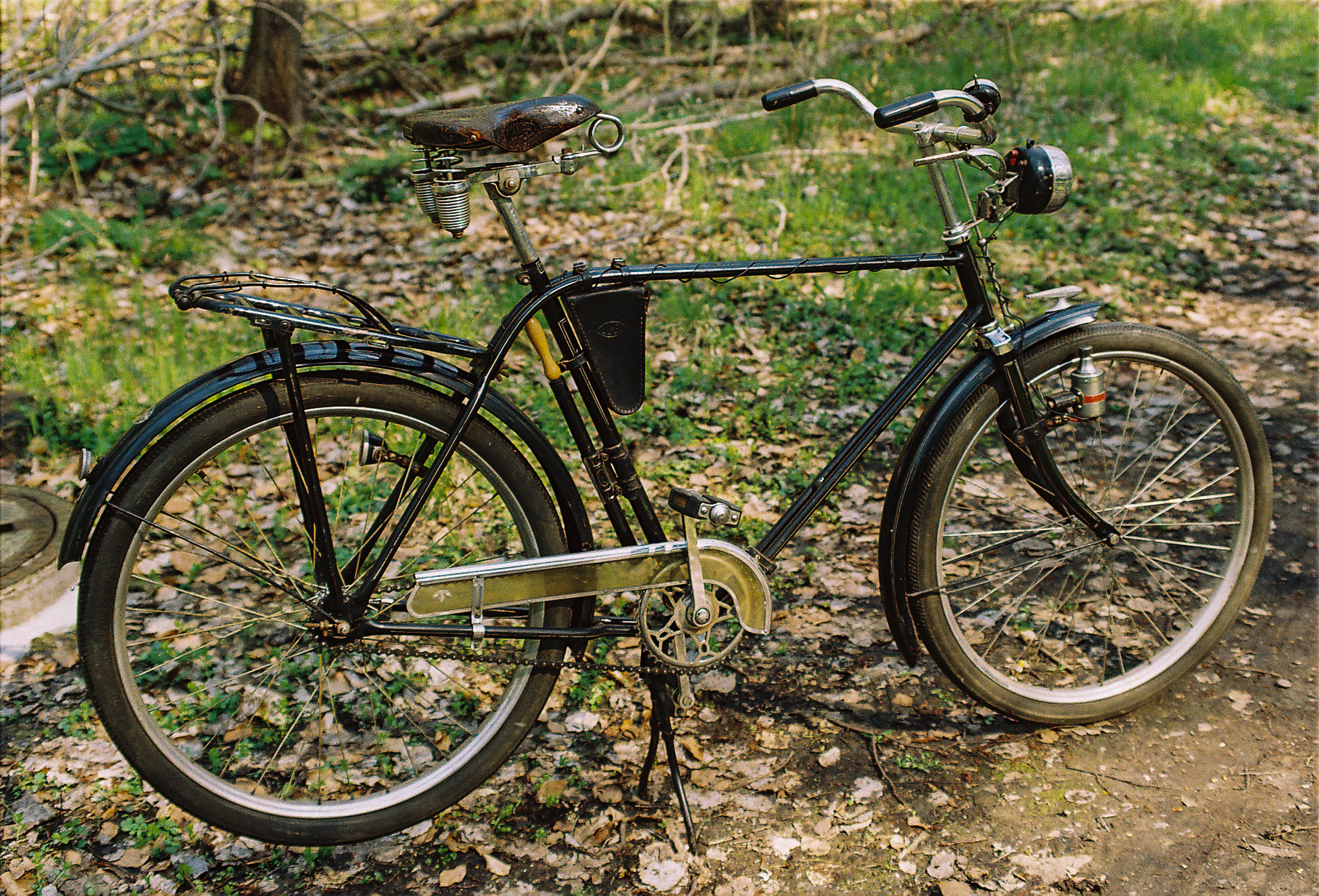
Opel-Fahrrad (1935)

### Автомобілі

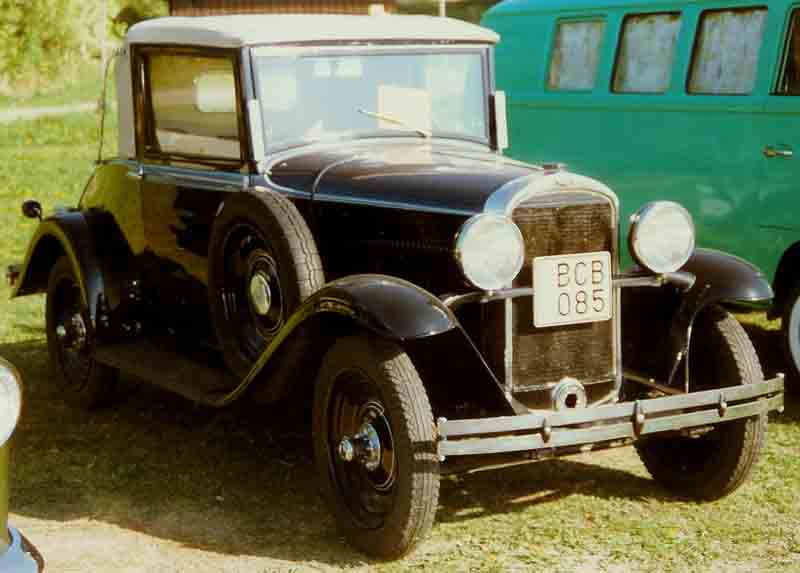
Opel 1,8 Liter Serie 18 B Кабрітолет 1931
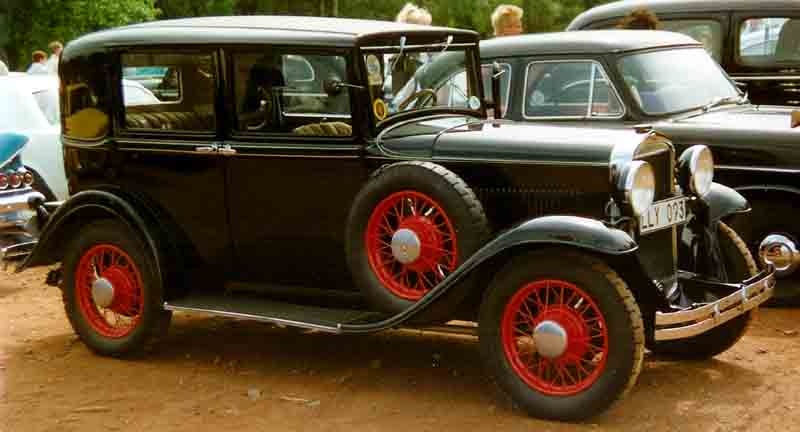
Opel 1,8 Liter Серії 18 B 4-дверний Лімузин 1931
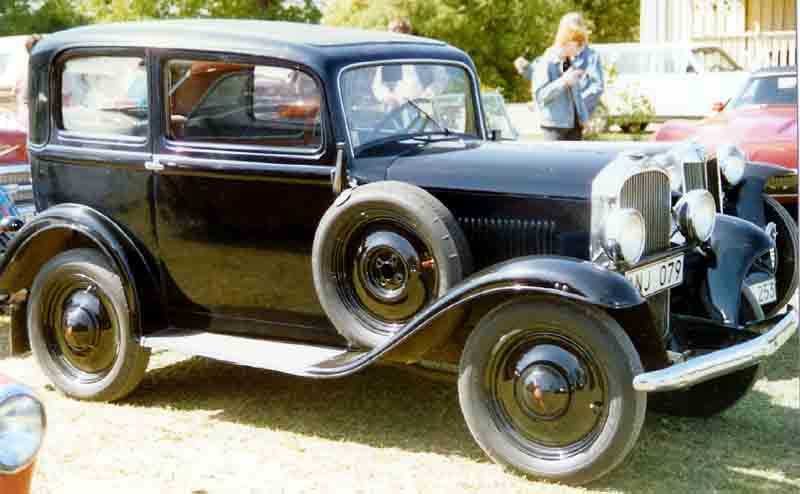
Opel Standard Special Coach 1935
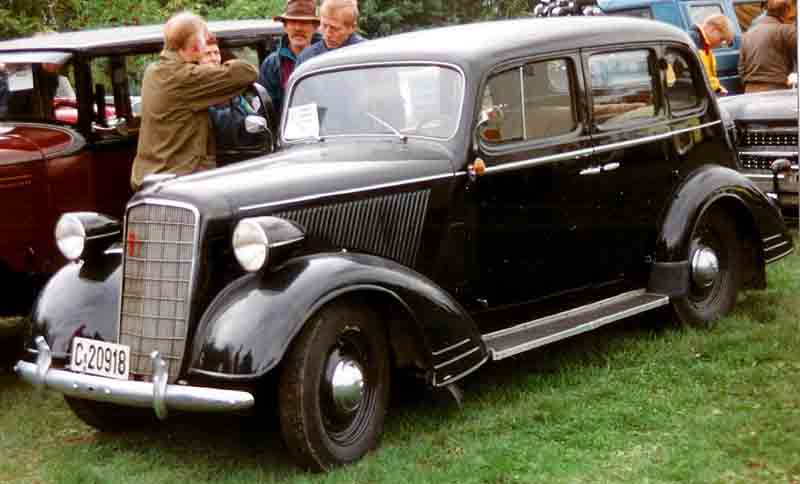
Opel 2 Liter 4-дверний Лімузин
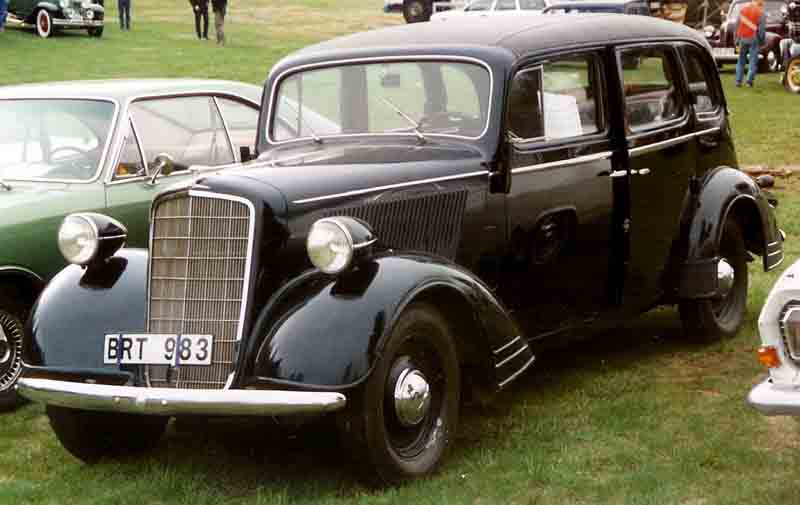
Opel 2 Liter Pullman-Лімузин 1936
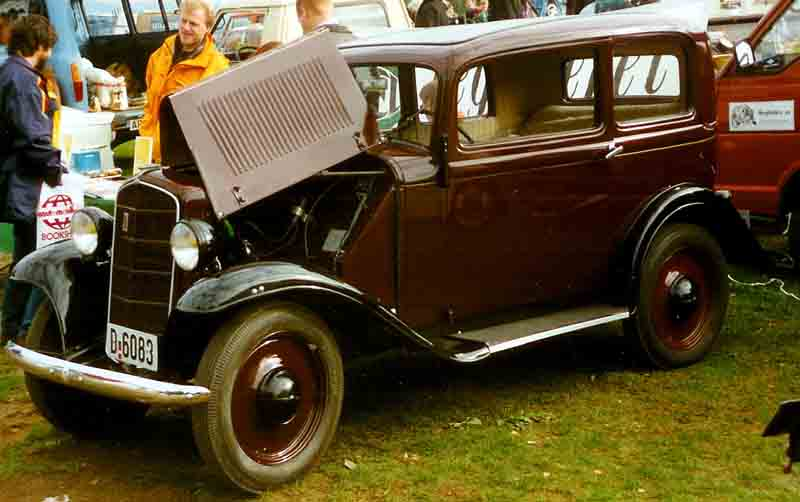
Opel P4 Лімузин
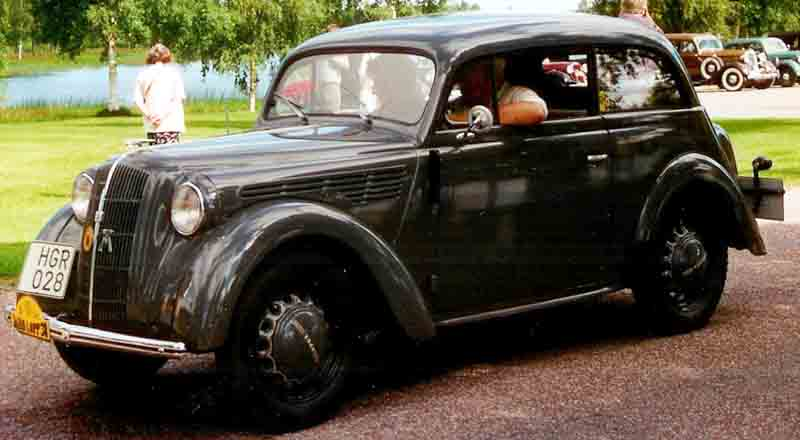
Opel Kadett Лімузин 1937
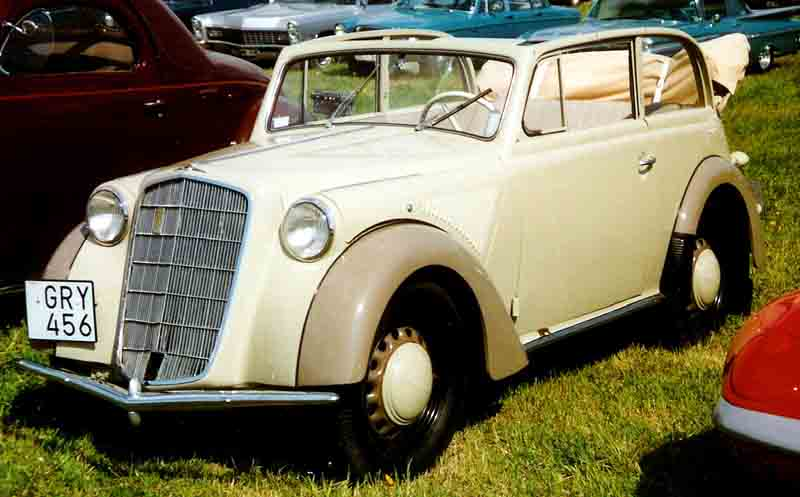
Opel Olympia Кабріо-Лімузин 1937
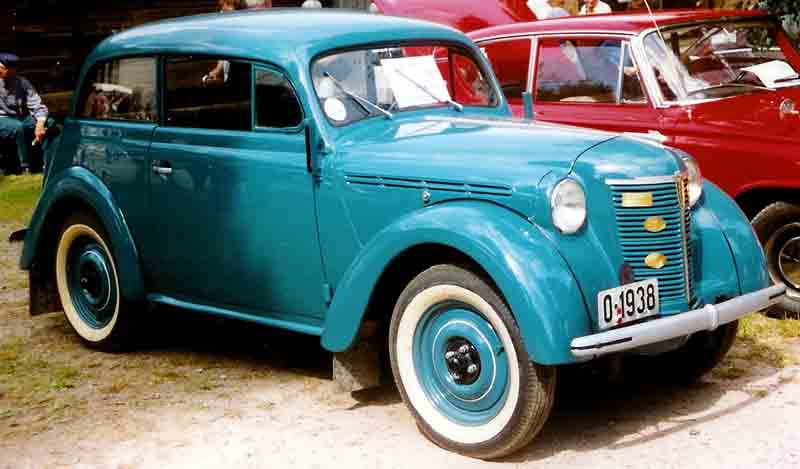
Opel Kadett Лімузин 1938
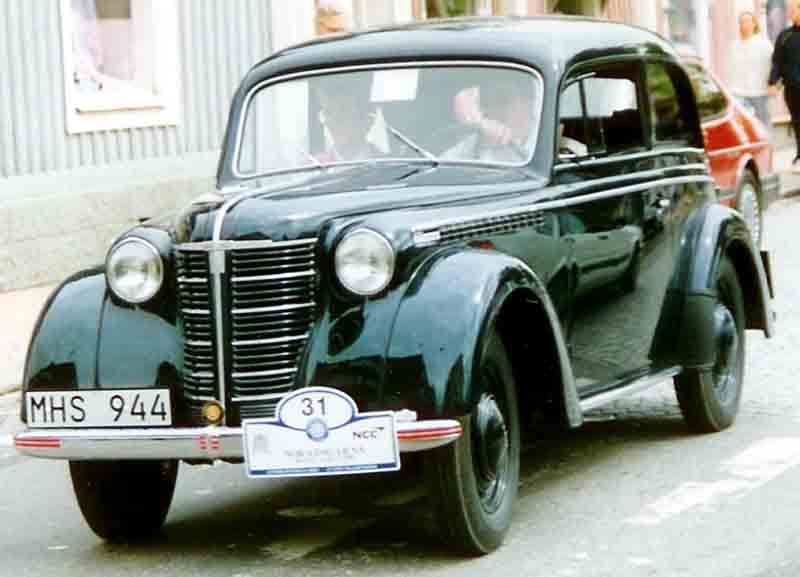
Opel Olympia De Luxe 2-дверний Лімузин 1939
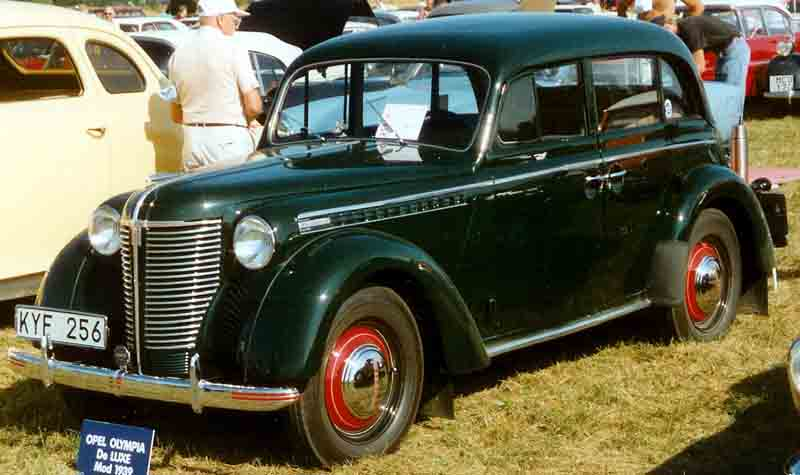
Opel Olympia De Luxe 4-дверний Лімузин 1939
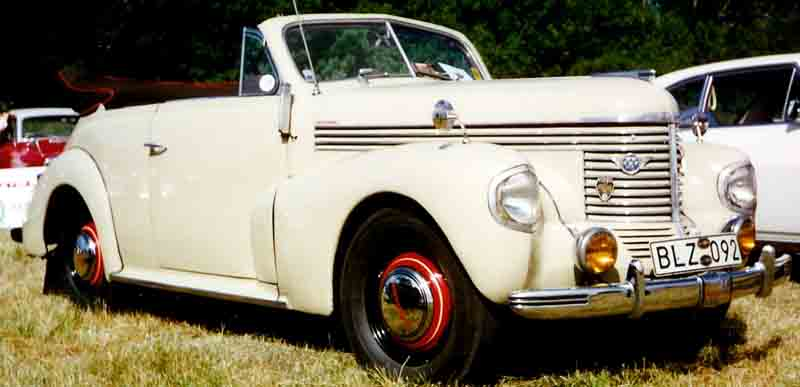
Opel Kapitän Кабріолет 1939
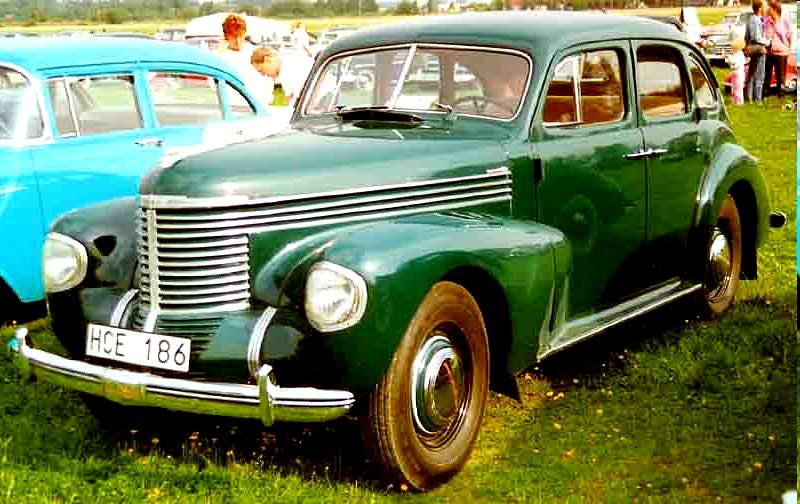
Opel Kapitän De Luxe 4-дверний Лімузин 1939
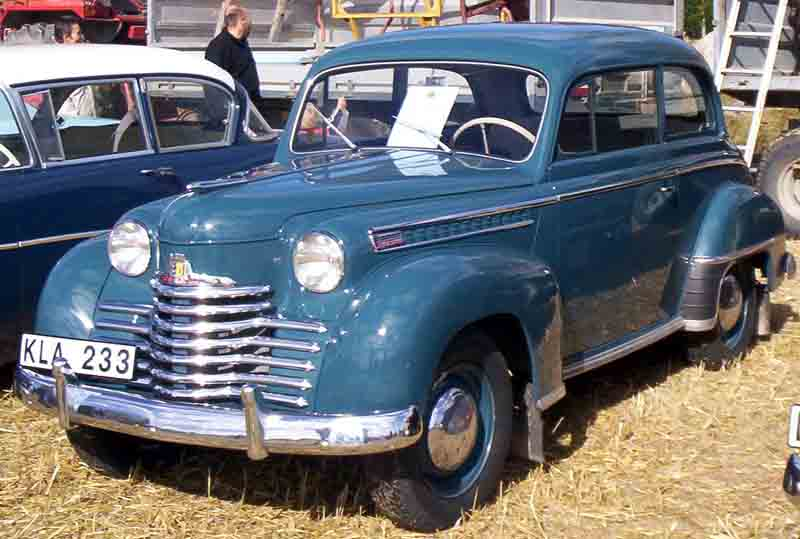
Opel Olympia Coach 1951
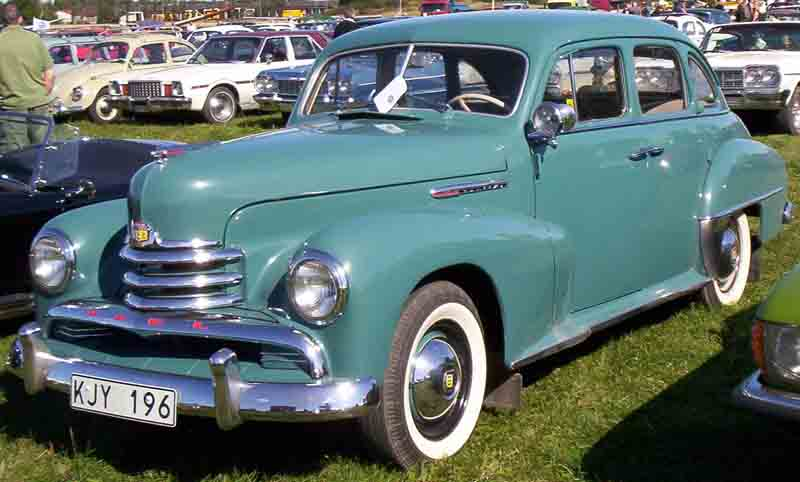
Opel Kapitän 4-дверний Седан 1951
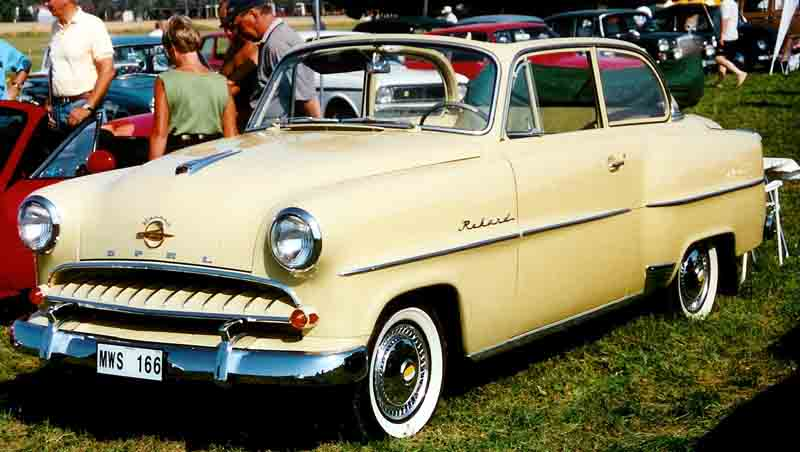
Opel Rekord Кабріо-Лімузин 1955
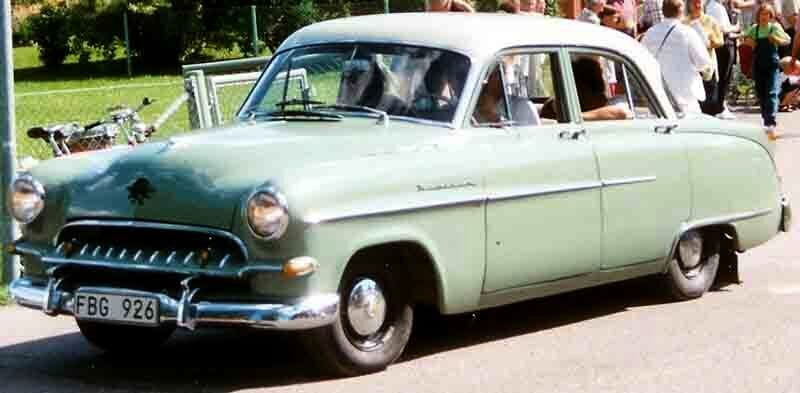
Opel Kapitän R 1955
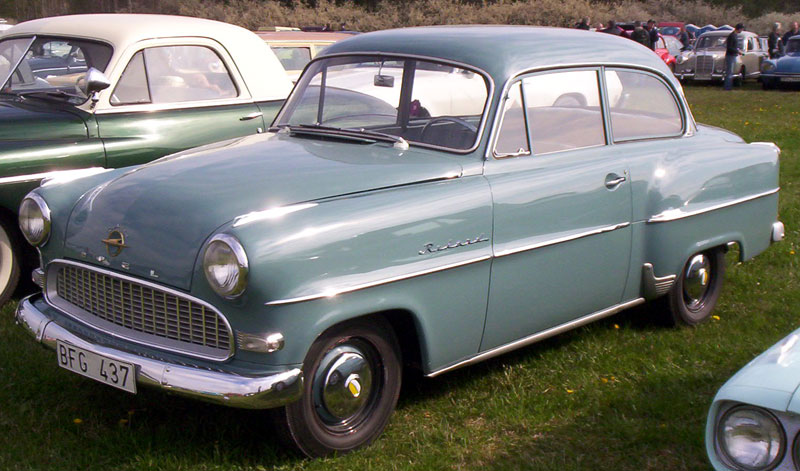
Opel Рекорд 2-дверний Седан 1956
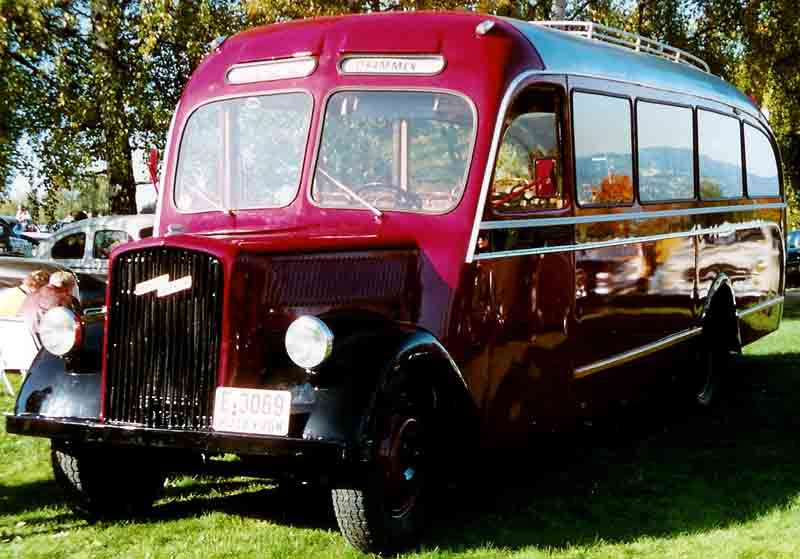
Opel Bus
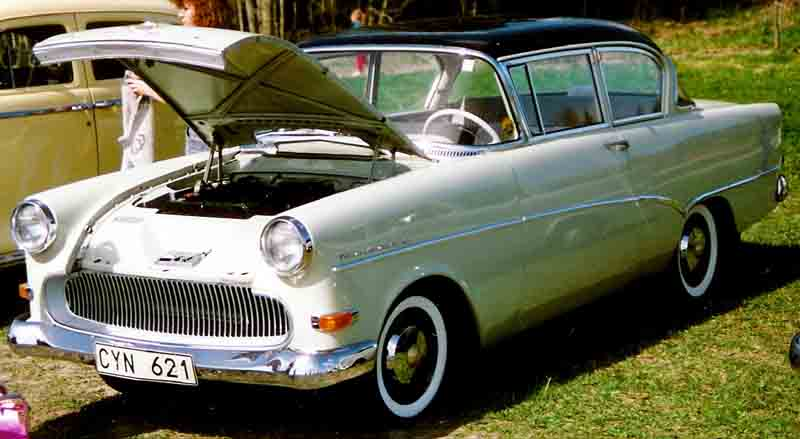
Opel Rekord 2-дверний Седан 1958
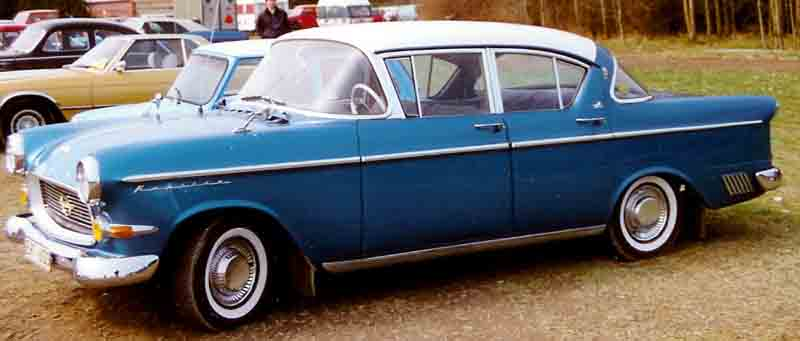
Opel Kapitän P 1959
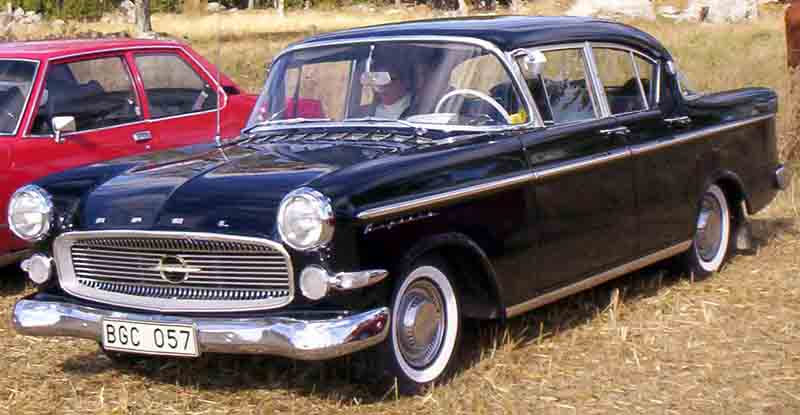
Opel Kapitän P 1959
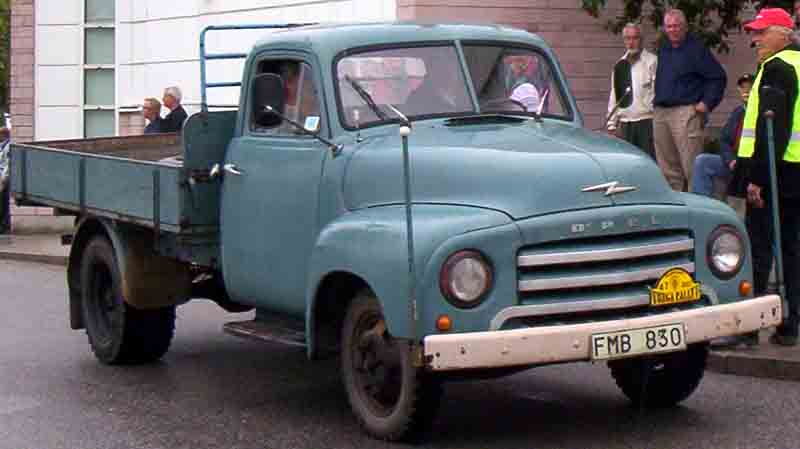
Opel Blitz Truck 1959
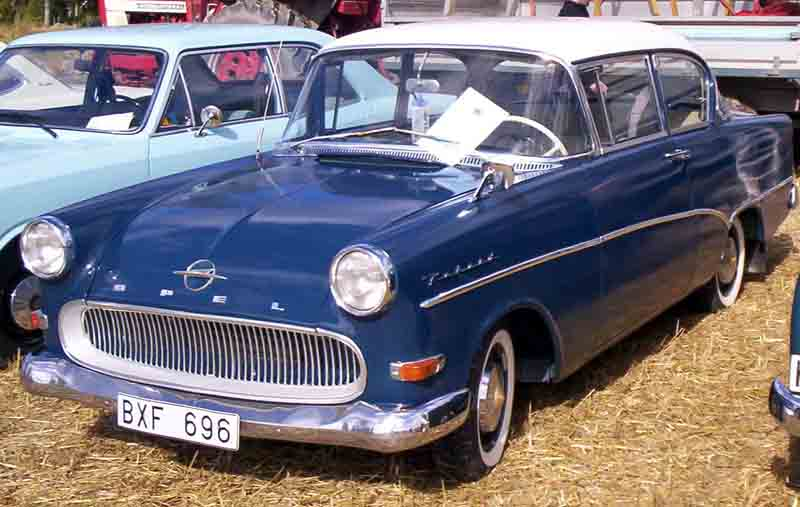
Opel Рекорд P 2-дверний Седан 1960
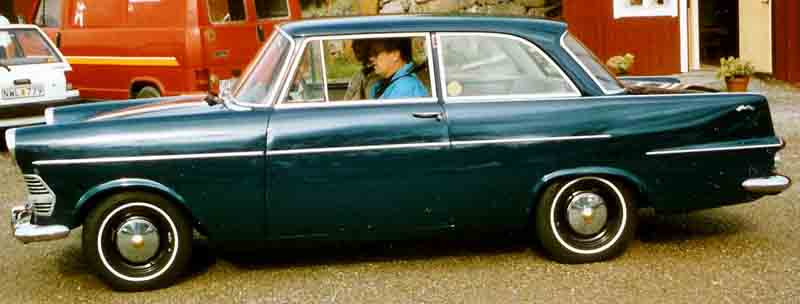
Opel Rekord 1700 2-дверний Седан 1961
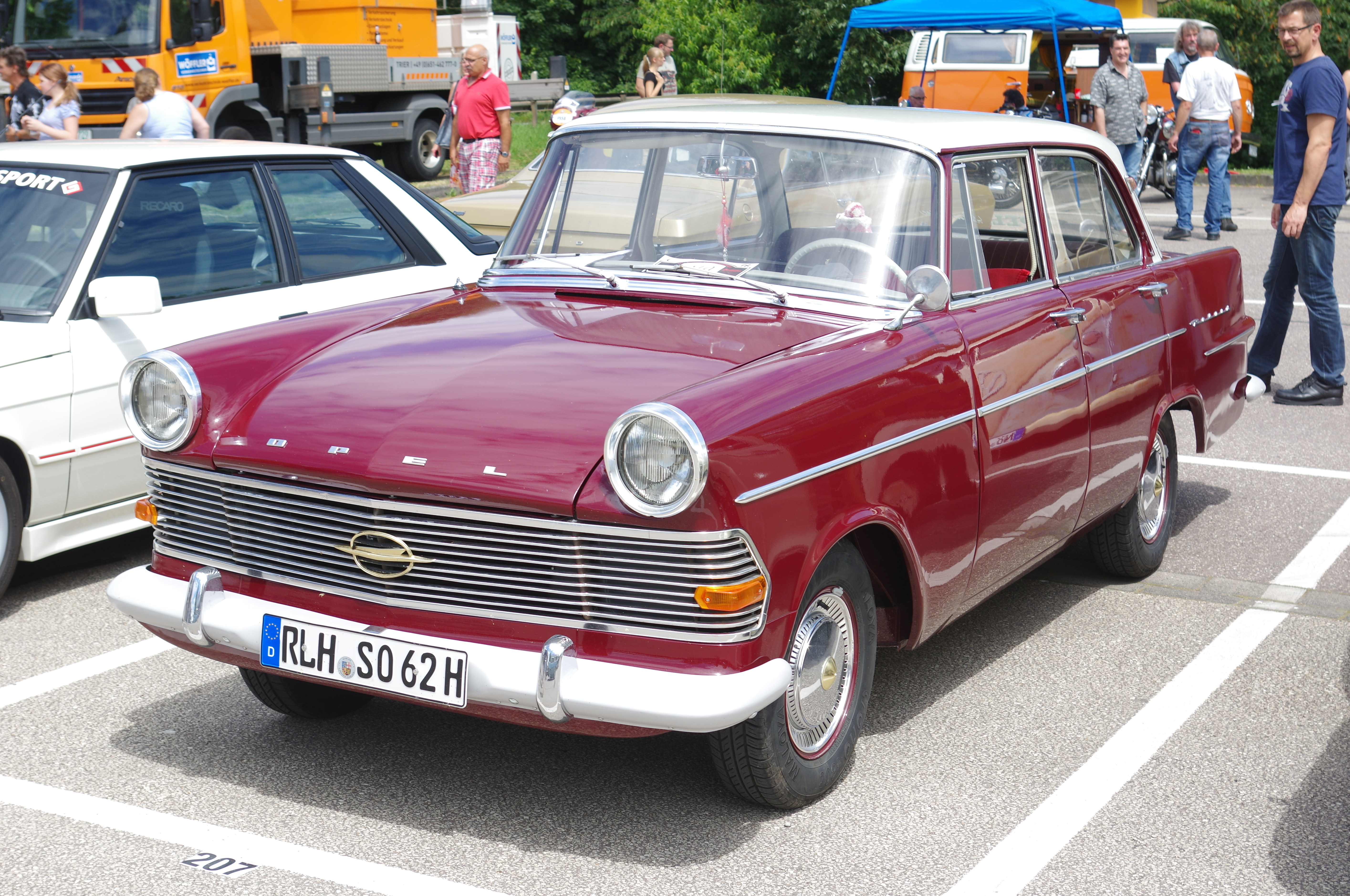
Opel Рекорд 1700 2-дверний Седан 1962
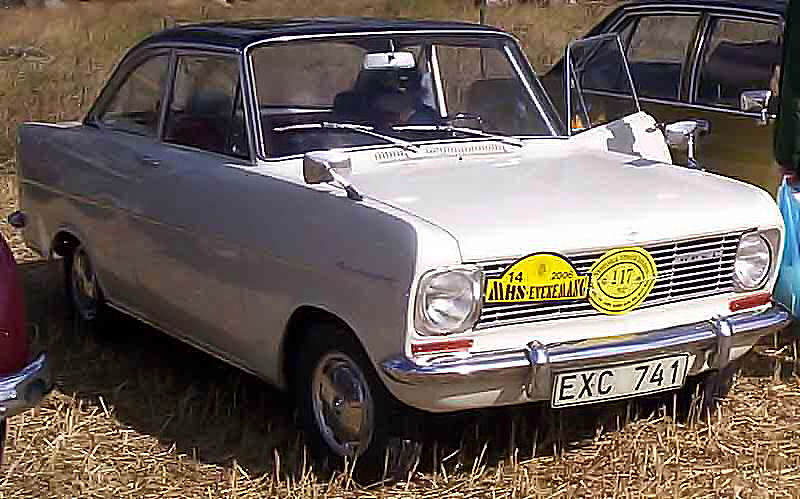
Opel Кадет Купе 1965
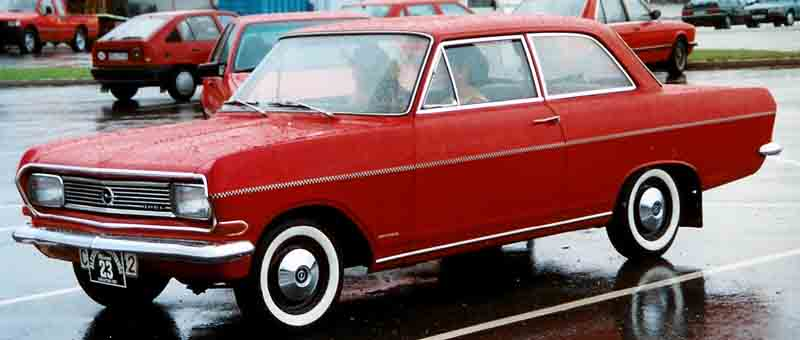
Opel Rekord 2-дверний Седан 1966
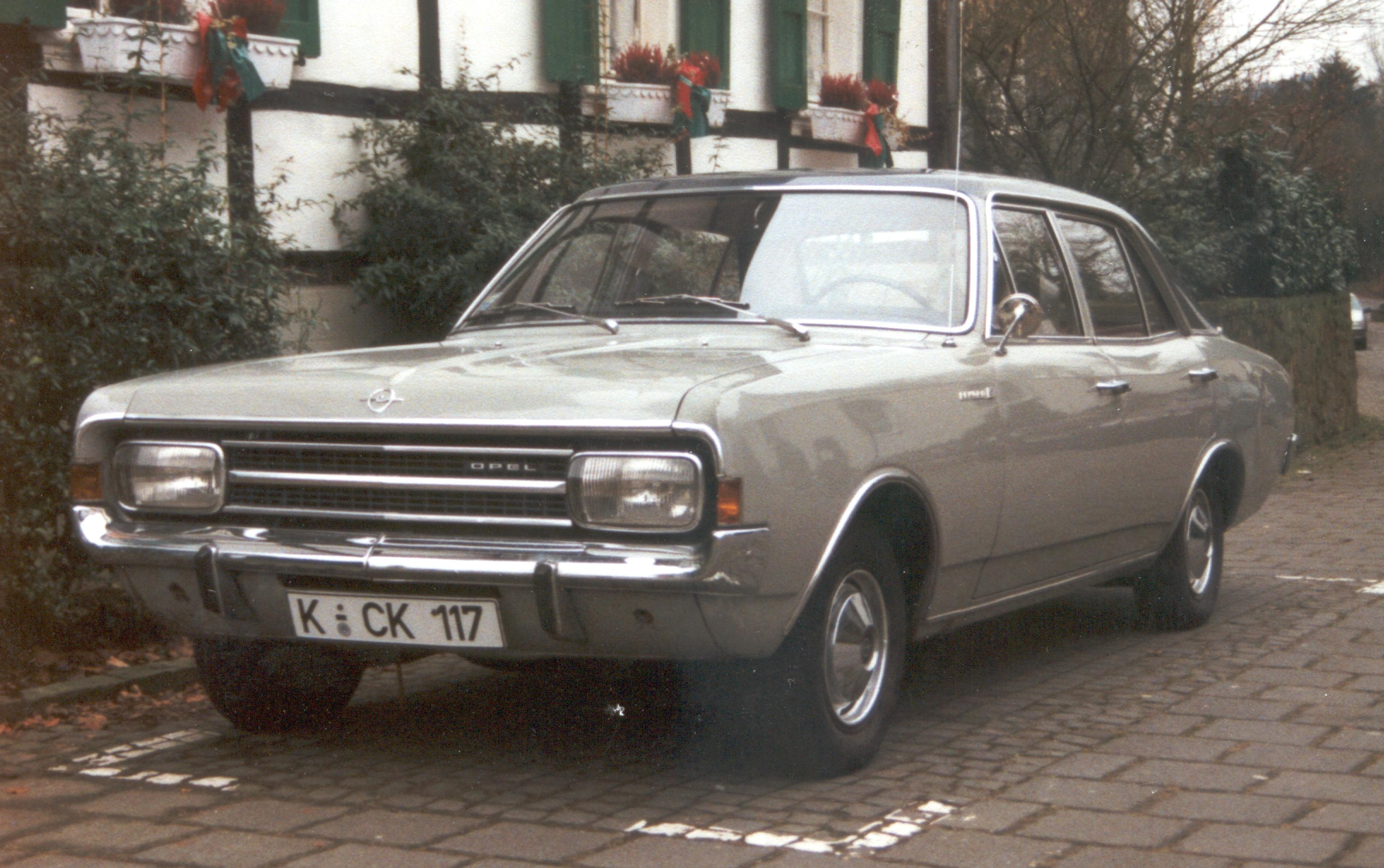
Opel Rekord C, 1,7 L, 4-дверний Седан 1968
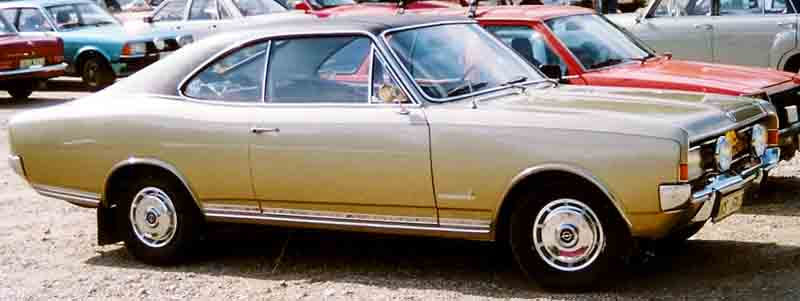
Opel Commodore Купе 1969
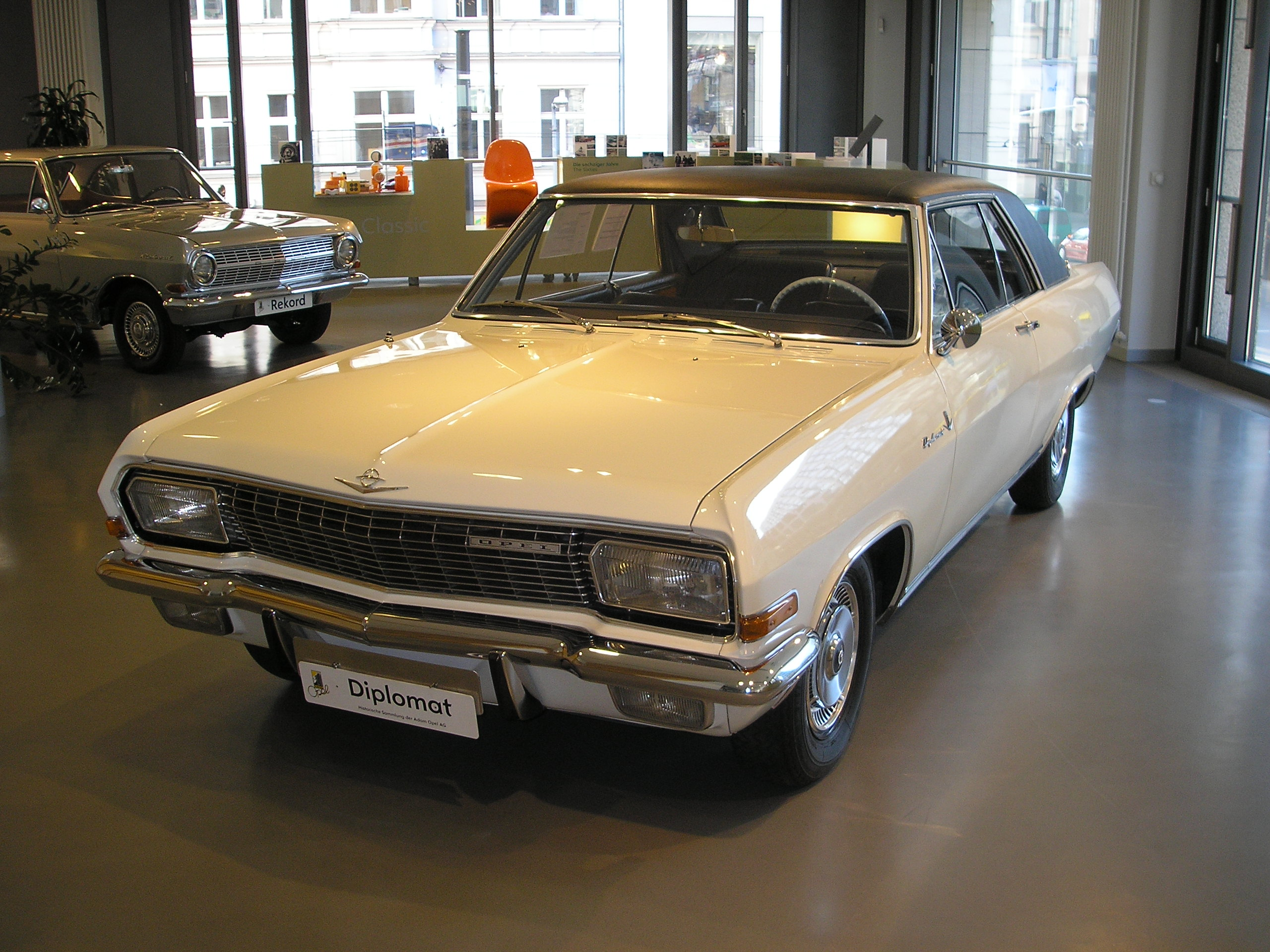
Opel Diplomat Купе